# Nicolai Brøchner
Nicolai Brøchner (Kolding, Dinamarca, 4 de julio de 1993) es un ciclista danés que fue profesional entre 2012 y mayo de 2022, momento en el que se retiró por problemas físicos.

## Palmarés
2014
- 1 etapa del Tour de Gila

2015
- Scandinavian Race

2016
- 2 etapas del An Post Rás

2017
- Himmerland Rundt
- Tour de Overijssel[2]
- Scandinavian Race
- 1 etapa del An Post Rás
- 2.º en el Campeonato de Dinamarca en Ruta

2019
- 1 etapa del Tour de Normandía

## Equipos
- Team Designa Kokken-Knudsgaard (2012)
- Bissell Pro Cycling (2013-[3] 2014)
- Riwal Platform Cycling Team (2015-2017)
- Holowesko Citadel (2018)
- Riwal Readynez (2019)
- ColoQuick[4] (2020-2022)[5]